# 石啸冲
石啸冲（1908年10月—？），男，奉天（今辽宁）辽阳人，中国政治学家，曾任华东师范大学教授，中国政治学会副会长。